# Courbe quintique
En mathématiques une courbe quintique est une courbe algébrique plane de degré 5. Elle peut être définie par un polynôme de la forme :
dont les coefficients sont dans un corps commutatif donné. L'équation a 21 coefficients, mais la courbe ne change pas si on les multiplie tous par une constante non nulle. On peut donc fixer U à 1 et se contenter de 20 coefficients. Il y a donc une infinité de quintiques, et chacune d'elles est identifiée par son passage par 20 points génériques.

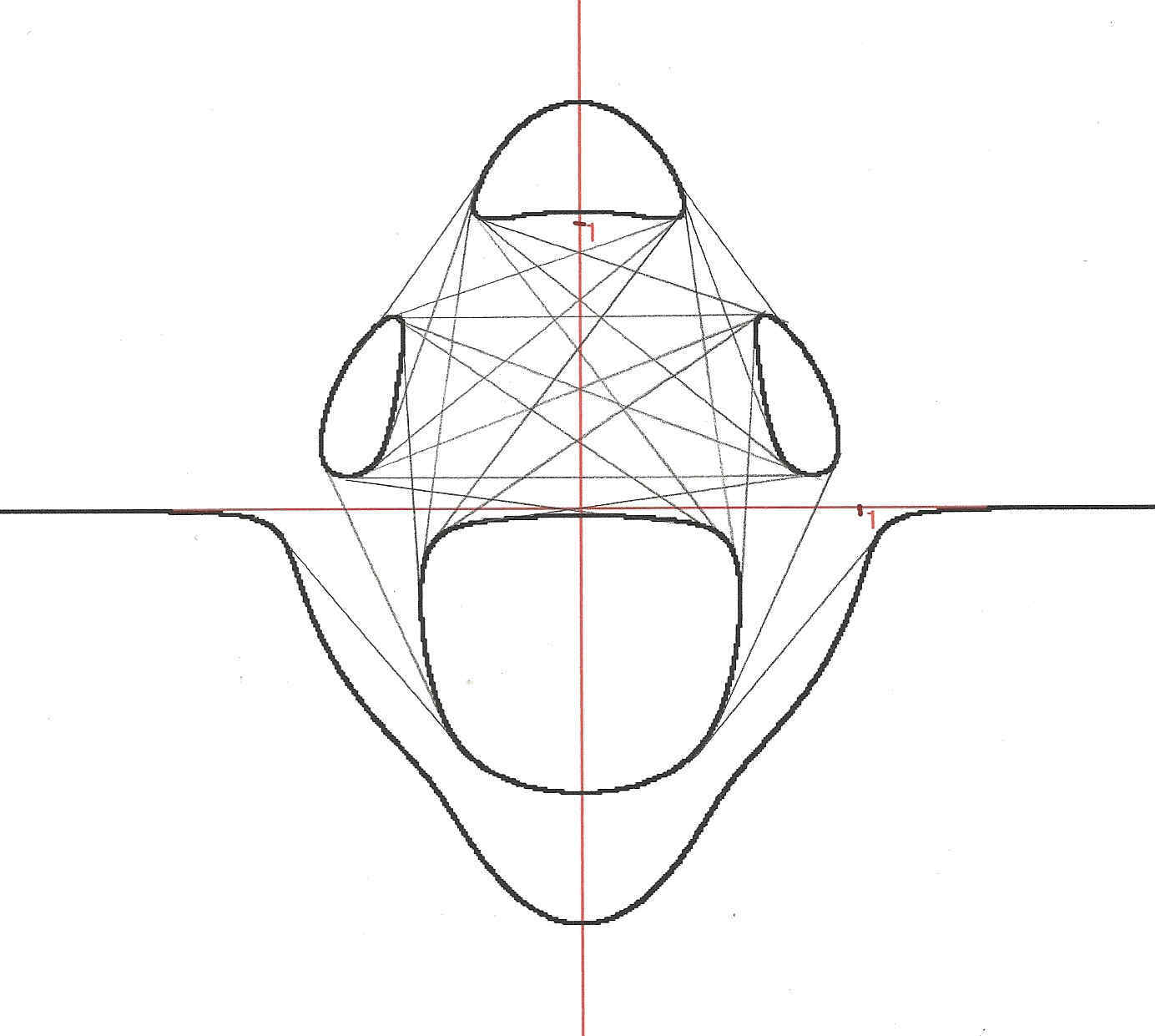
Une courbe quintique à 28 bitangentes

## Caractéristiques
Une courbe quintique (n = 5) définie sur le corps des réels et irréductible peut avoir au maximum :
- (n – 1)(n – 2)/2 + 1 = 7 composantes connexes,  d'après le théorème de Harnack[1].

Par ailleurs, les formules de Plücker montrent qu'elle peut avoir au plus :
- (n – 1)(n – 2)/2 = 6 points doubles ;
- n(n – 2)(n – 3)(n + 3)/2 = 120 bitangentes, c'est-à-dire de droites qui sont des tangentes à la courbe en 2 points ;
- 3n(n – 2) = 45 points d'inflexion.

## Applications
Les courbes quintiques apparaissent dans l'étude des problèmes de courbes à réaction constante : quelle doit-être la forme de la courbe suivie par un point dans un champ de gravitation de sorte que la réaction du point sur la courbe soit constante ?

## Exemples de courbes quintiques définies sur le corps des réels
- Courbe de Burnside
{\displaystyle x^{5}-y^{2}-x=0}
- Courbe kératoïde
{\displaystyle x^{5}+x^{2}y-y^{2}=0}
- Courbe en étrier (it)
{\displaystyle y^{2}(y-1)(y-2)(y+5)-(x^{2}-1)^{2}=0}
- Courbe en quilles
{\displaystyle 25x^{5}+45y^{5}+68x^{4}-155y^{4}-12x^{3}+175y^{3}-35x^{2}-65y^{2}+x+4=0}
- Courbe de l'Hospital
{\displaystyle (x^{2}+y^{2})^{2}(y-2)+y(4x^{4}+x^{2}+y^{2})=0}
- Courbe de Mutasci
{\displaystyle x^{4}(x-1)+y^{4}(y-1)-xy=0}
- Courbe sinusoïdale
{\displaystyle x^{5}+y^{5}-x=0}
- Maracas de Chioppa
{\displaystyle 4y^{5}+24x^{4}y+35x^{2}y^{3}-21x^{4}-45x^{2}y^{2}-40y^{3}-46x^{2}y-13y^{2}+57y+36=0}
- Butterfly Catastrophe
{\displaystyle 36864y^{5}+84375x^{4}-24576a^{2}y^{4}+144000ax^{2}y^{2}+4096a^{4}y^{3}-86400a^{3}x^{2}y+13824a^{5}x^{2}=0}
- Courbe à bulbe
{\displaystyle y^{5}+5(x^{4}-y^{4}-1)=0}
- Feuille de Patarino
{\displaystyle x^{2}(13y^{3}-5x^{2}+33y^{2}+36y+14)+y(2x^{4}+5y^{4}+15y^{3}+12y^{2}-10y-16)-5=0}
- Courbe en tulipe
{\displaystyle x^{2}(9x^{2}-8y^{3}+4y^{2}+8)+y(9x^{4}+3y^{4}-7y^{3}+4y^{2}+5y-8)-5=0}
- Courbe en gouttes
{\displaystyle 5y^{5}-x^{4}-2y^{3}+2x^{2}-1=0}
- Courbe à point triple
{\displaystyle x^{5}+y^{5}+xy(x-y)=0}
- Impulsion unique
{\displaystyle y^{5}+100x^{4}y+20x^{2}y^{3}-100x+10y-1000=0}
- Double impulsion
{\displaystyle y^{5}+100x^{4}y+20x^{2}y^{3}+100x=0}
- Courbe à trois nœuds coulants
{\displaystyle (x^{2}-y^{2})(y^{2}-1)(2y-3)-y(x^{2}+y^{2}-2y)^{2}=0}
- Courbe avec deux points de rebroussement et deux croisements 
{\displaystyle x^{2}(x^{2}-2)+2y^{2}(y^{3}+y^{2}-1)+2x^{2}y(x^{2}-y^{2}-1)+1=0}
- Courbe à 36 bitangentes
{\displaystyle 20y(x^{2}+y^{2}-1)(5x^{2}+y^{2}-2)+1=0}
- Courbe avec 10 inflexions
{\displaystyle x(xy^{3}-14xy+1)+y(y^{4}+10x^{4}-6y^{2}+4)=0}
- Courbe à six composantes connexes 
{\displaystyle (7y^{3}-6x^{2}y-8x^{2}+7y^{2}+4)(10x^{2}+6y^{2}+4y-9)-1=0}
- Courbe à six croisements
{\displaystyle 4x^{2}(3x^{3}+2x^{2}-13x+8)-36y^{2}(y^{3}-2y^{2}-4y+8)+3x^{2}y^{2}(11x-10y+39)-2xy(2x^{3}-18y^{3}+29x^{2}+57y^{2}+59x+3y-90)=0}

## Illustrations

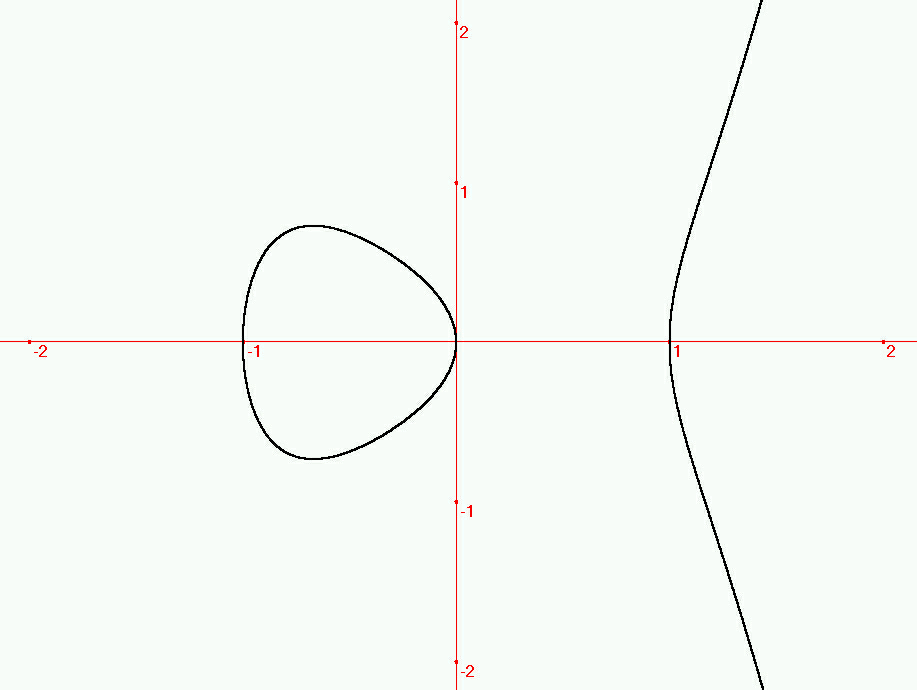
Courbe de Burnside
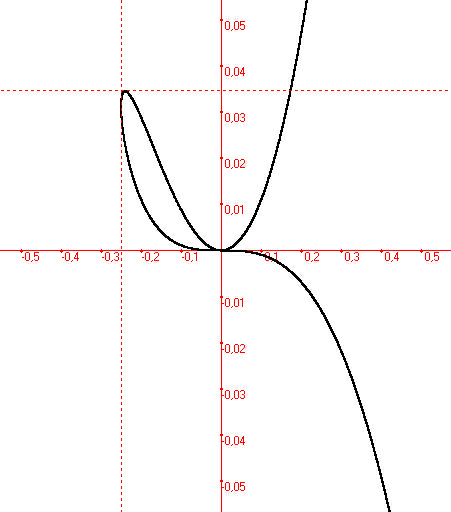
Courbe kératoïde
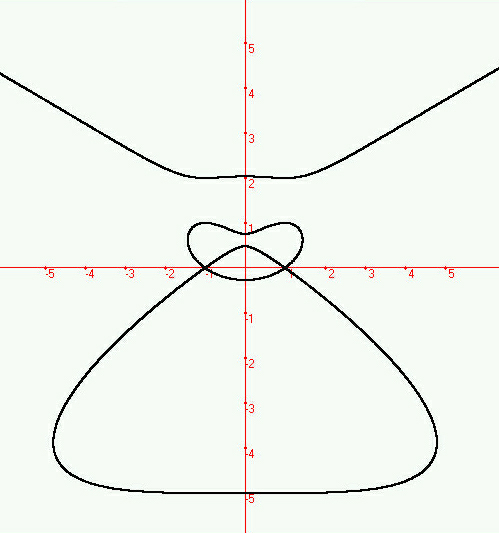
Courbe en étrier (it)
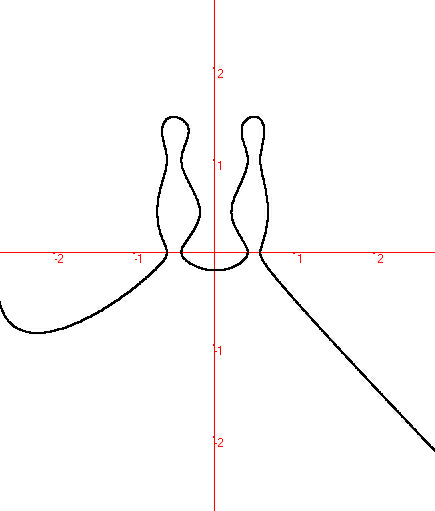
Courbe en quilles
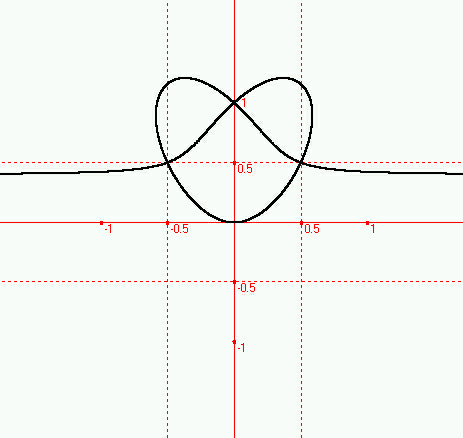
Courbe de l'Hospital
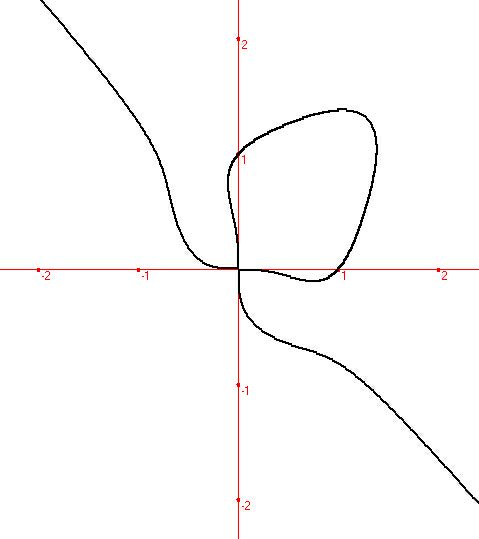
Courbe de Mutasci
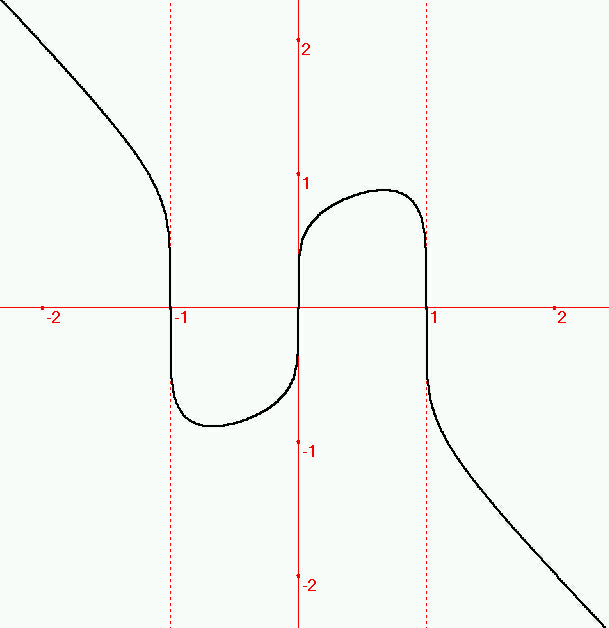
Courbe sinusoïdale
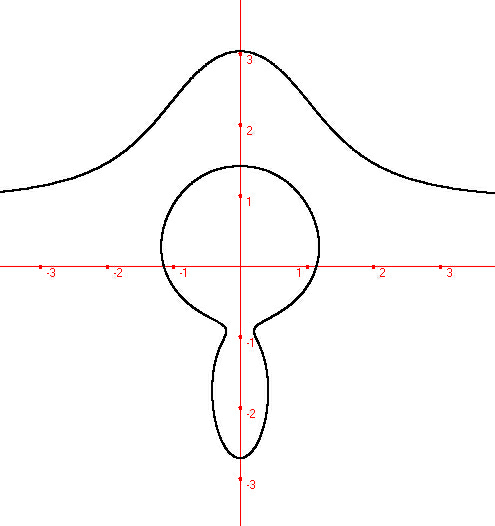
Maracas de Chioppa
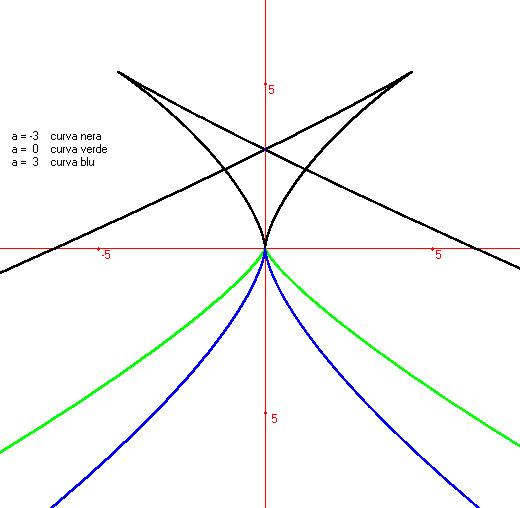
Butterfly Catastrophe
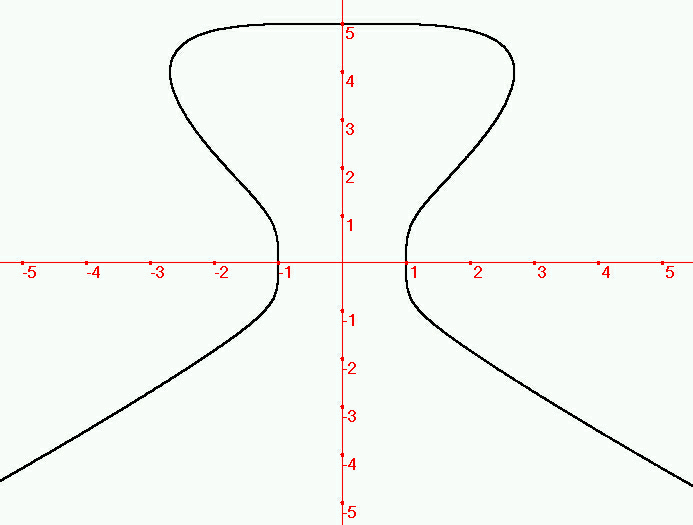
Courbe à bulbe
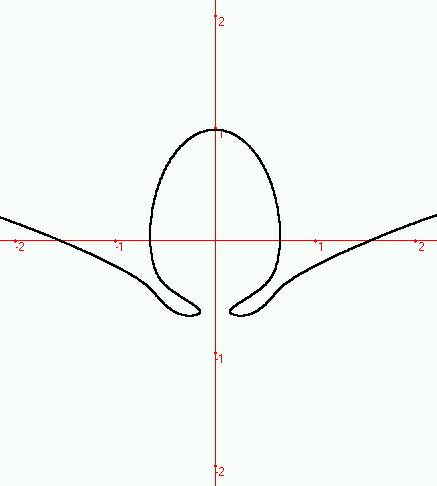
Feuille de Patarino
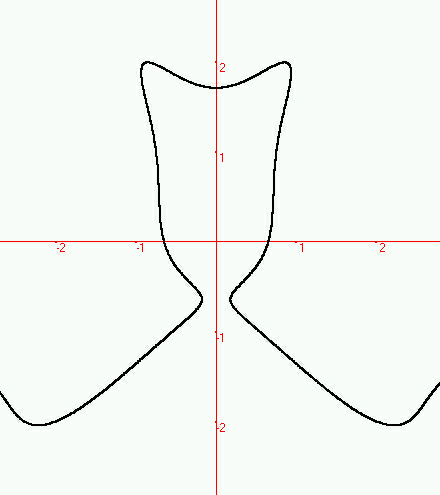
Courbe en tulipe
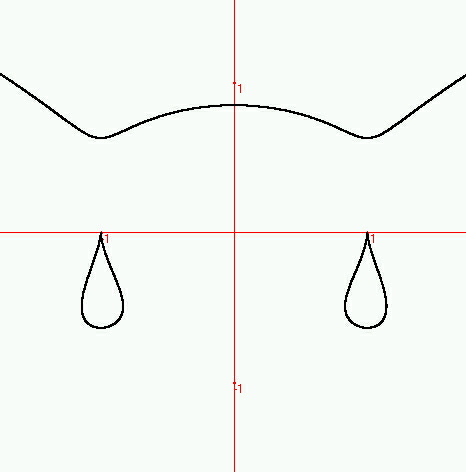
Courbe en gouttes
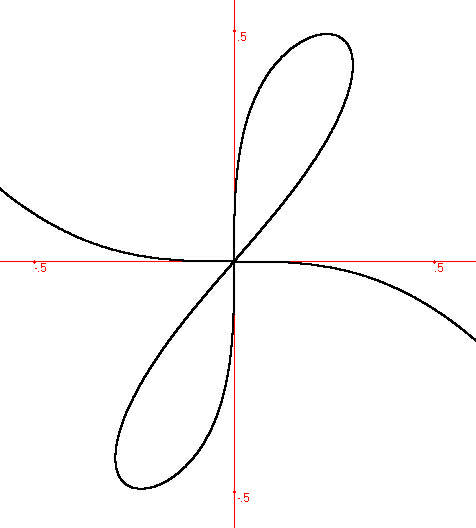
Courbe à point triple
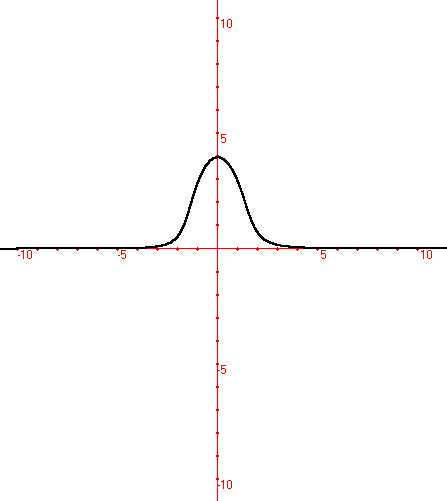
Impulsion unique
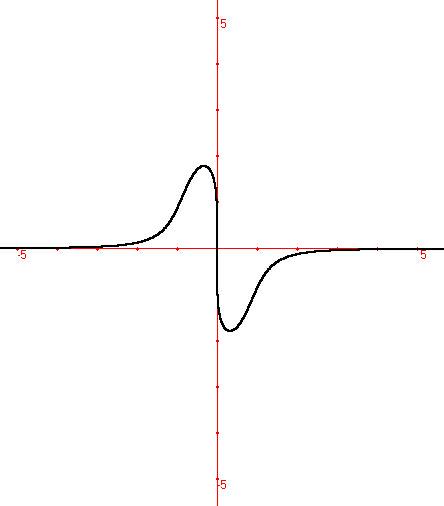
Double impulsion
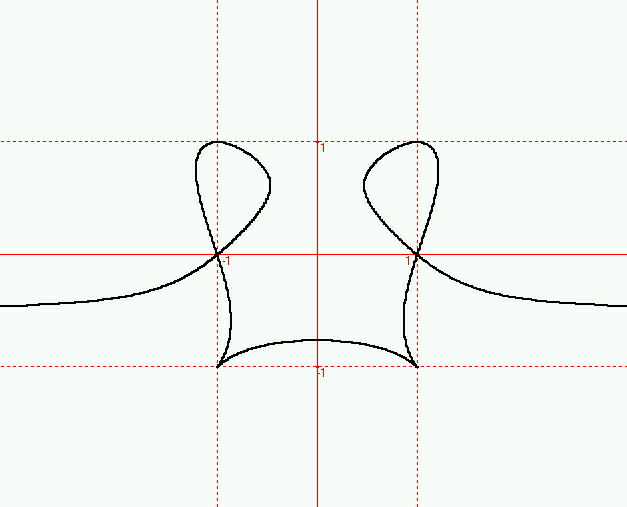
Courbe avec deux points de rebroussement et deux croisements
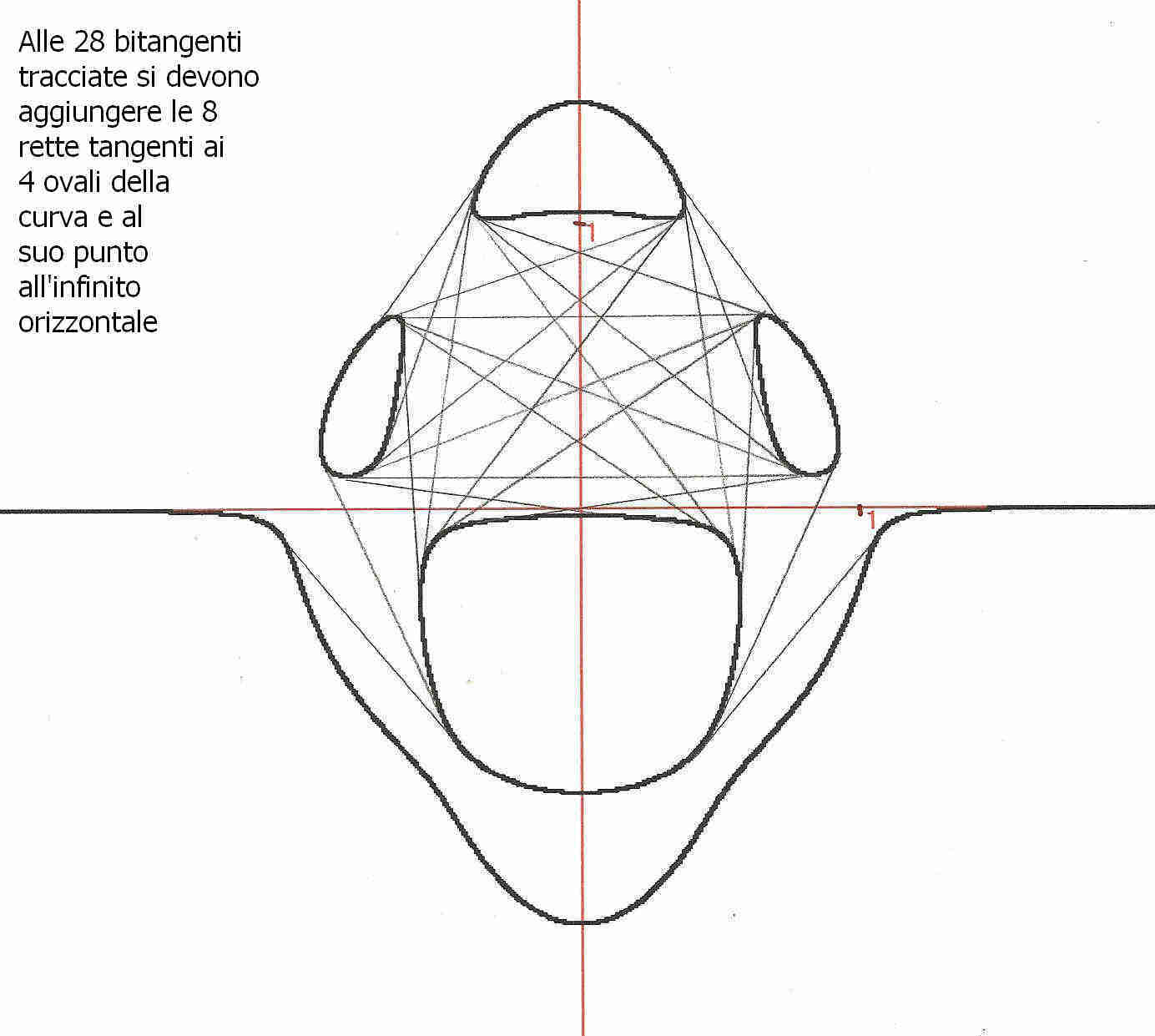
Courbe à 36 bitangentes
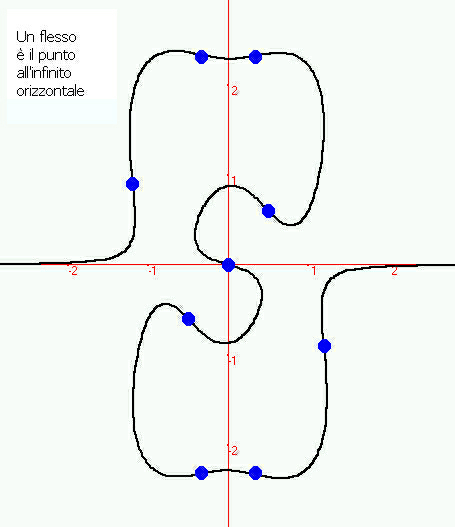
Courbe avec 10 inflexions
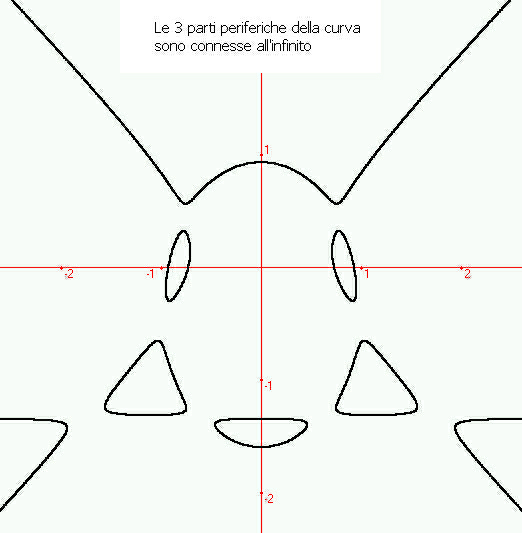
Courbe à six composantes connexes
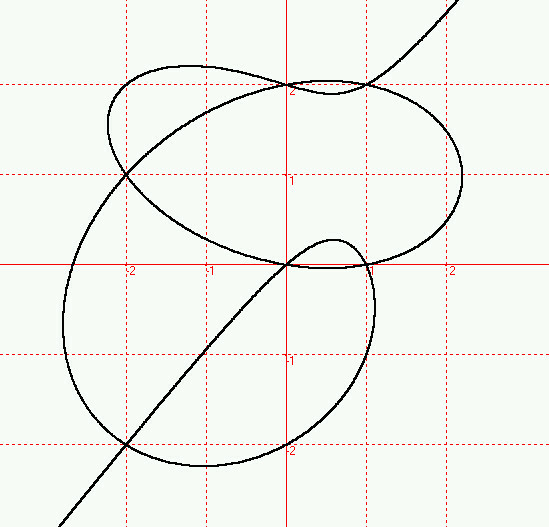
Courbe à six croisements